# Azauade
Azauade  ou Azawagh (em árabe: أزواد, translit. Azawad; em berbere: ⴰⵣⴰⵓⴷ, transl. Azawaɣ;  em francês: Azaouad) foi um estado não reconhecido existente entre 2012 e 2013.
Azawaɣ, em sentido amplo, é o nome berbere para as áreas amazigues do Sahel, habitadas por tuaregues auelimiden do leste (chamados Kel Dinnik; autodenominados Kel Azawaɣ), especialmente a metade norte do Mali e o norte e oeste do Níger, começando ao norte dos últimos contrafortes do planalto do Ader Duchi (Níger), para além das comunas rurais nigerinas de Kao e Tabalak. Algumas fontes o definem como correspondente às regiões do Mali situadas em volta das cidades de Tombuctu, Kidal e Gao, bem como parte da região malinesa de Mopti, o norte do Níger e o sul da Argélia, enquanto, segundo outras, apenas compreenderia o norte do Mali. Azawaɣ é, antes de tudo, um grande vale fóssil entre o Air e o Adrar dos Ifogas. É também, em sentido mais amplo, toda a área nômade que começa ao norte da zona de cultivo alimentada pela chuva, do paralelo 15° de latitude para o norte, e continua até o Saara. A independência de Azauade foi declarada unilateralmente pelo Movimento Nacional para a Libertação de Azauade (MNLA) em 6 de abril de 2012, depois que uma rebelião tuaregue expulsou o exército maliano da região. 
O Azauade reivindicado pelo MNLA compreendia as regiões malianas de Tombuctu, Kidal e Gao, além de uma parte da região de Mopti, abrangendo cerca de 60% da área total do Mali. O efêmero estado fazia fronteira com Burkina Faso, ao sul, Mauritânia, a oeste e noroeste, Argélia, ao norte e nordeste, e Níger, a leste e sudeste, e com a parte não disputada do Mali, a sudoeste, estendendo-se por uma parte do Saara e da zona do Sahel. Gao, a sua maior cidade, serviu como capital temporária, enquanto Tombuctu, a segunda maior cidade, foi planejada para ser a capital pelos independentistas.

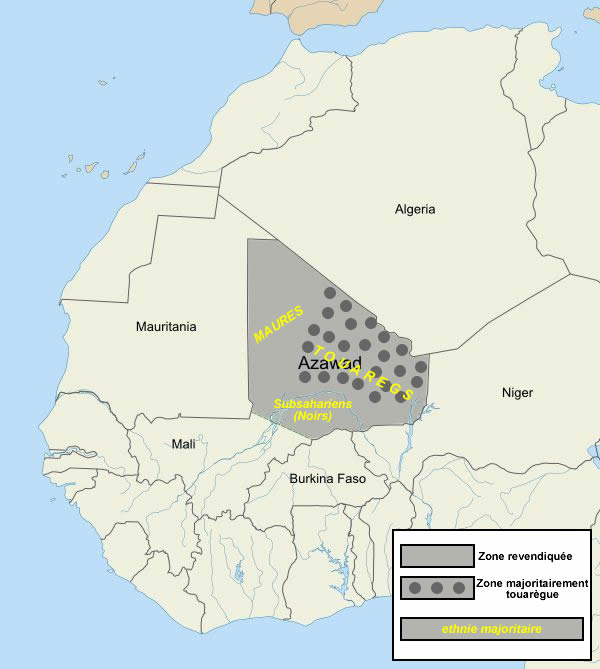
Mapa de Azauade, segundo o MNLA.
As regiões majoritariamente tuaregues estão assinaladas por pontos em cinza escuro; a parte ocidental é habitada por mouros; a parte sul, por povos subsaarianos, nomeadamente fulas e songais

A declaração de independência e a proclamação da República do Azauade provocou rejeição imediata por parte da União Africana, e a CEDEAO passou a discutir o envio de uma força conjunta de intervenção, para restabelecer a soberania do Mali sobre o território. Além disso, havia, no Azauade, o Ansar Dine, um grupo islamista composto por árabes, alegadamente ligado à Al-Qaeda. Ansar Dine era declaradamente hostil ao MNLA e ambos se confrontavam. Mas, em fins de maio de 2012, foi noticiado que os dois movimentos haviam estabelecido uma aliança e declarado o Estado Islâmico do Azauade, com base na xaria.  Entretanto as autoridades do Azauade não confirmaram oficialmente a mudança de nome. Relatórios posteriores indicaram que o MNLA havia decidido se retirar do pacto com o Ansar Dine. Em uma nova declaração, datada de 9 de junho, o MNLA usou o nome Estado do Azauade (em francês: État de l'Azawad). O MNLA produziu uma lista com o nome dos 28 membros do Conselho de Transição do Estado de Azauade (em francês, Conseil de transition de l'État de l'Azawad, CTEA) que serviria como governo provisório, presidido por Bilal Ag Acherif, para administrar o novo Estado.
Mas, já em 14 de fevereiro de 2013, o MNLA renuncia à sua reivindicação de independência de Azauade, pedindo ao governo do Mali que iniciasse negociações sobre seu futuro status.
O MNLA encerrou o cessar-fogo em setembro do mesmo ano, depois que as forças do governo atiraram contra manifestantes desarmados.